# Astronesthes zetgibbsi
Astronesthes zetgibbsi är en fiskart som beskrevs av Nikolai V. Parin och Borodulina, 1997. Astronesthes zetgibbsi ingår i släktet Astronesthes och familjen Stomiidae. Inga underarter finns listade.